# シンノウヤシ
シンノウヤシ（親王椰子、学名: Phoenix roebelenii）は、中国南東部（雲南省）からラオスやベトナムの北部にかけての東南アジアに自生するナツメヤシ属の植物である。
種小名roebeleniiはこのヤシを「発見」したスイス人カール・ロベレン（C. Roebelin）への献名である。和名は、原産地の1つラオスで、高岳親王（平城天皇第三皇子）が虎の害にあった、とされることに由来する。

## 記述
シンノウヤシは小型から中型で、ゆっくりと2-3 mまで成長する。葉は長さ60-120 cmの羽状で、同一平面上の100枚程度の小葉から構成される。それぞれの小葉は長さ15-25 cm、幅1 cmである。色は灰色がかった緑色で、裏面が軟毛に覆われている。
45 cm程の長さの花序に小さな黄色い花を付ける。果実は食用可能な1 cm程の核果で、ナツメヤシの果実に似る。

## 栽培と利用
シンノウヤシは、熱帯地域等では庭の観賞用植物として人気がある。10-16 ℃の最低気温が必要で、これより涼しい地域では温室の中、または室内の観葉植物として育てられる。剪定はほぼ必要なく、害虫や土壌変動にも強い。日向ないし半日陰が適する（植える場所の気候により幅がある）。東京都の八丈島や青ヶ島等ではタイからもたらされた本種（島ではフェニックス・ロベレニー、ロベとも）が栽培されている。島の農作物の3分の2を占め売上は12億円に達するが襲来する台風の被害も多い。
王立園芸協会からガーデン・メリット賞を受賞している。

## ギャラリー

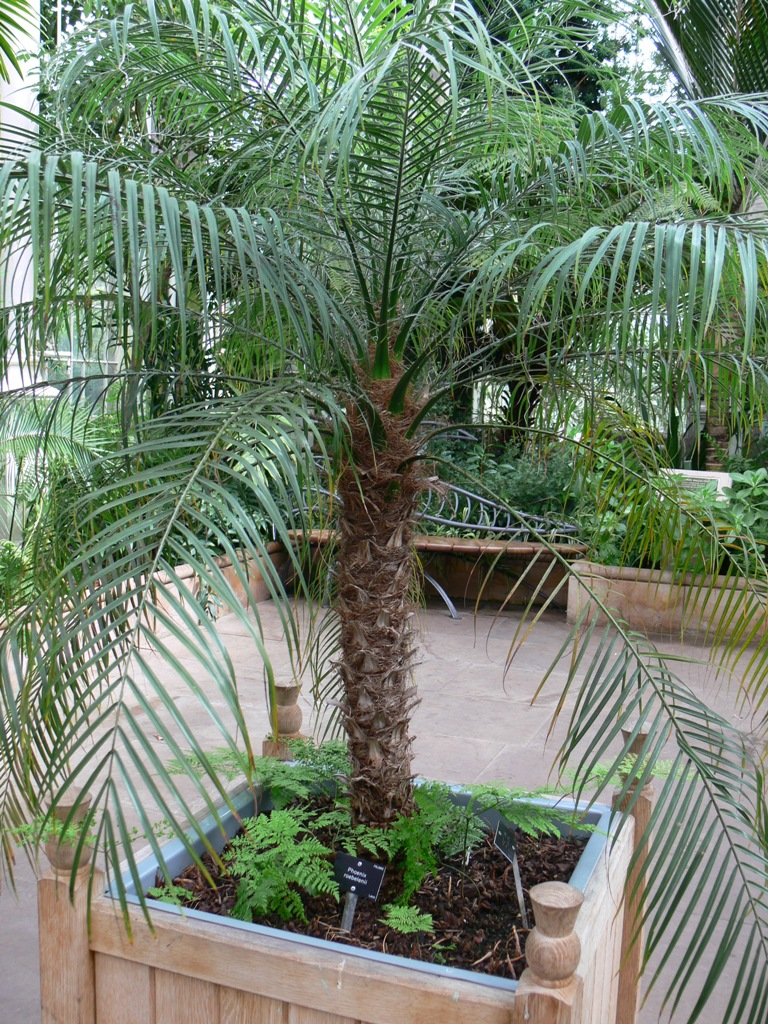
鉢植えにしたもの
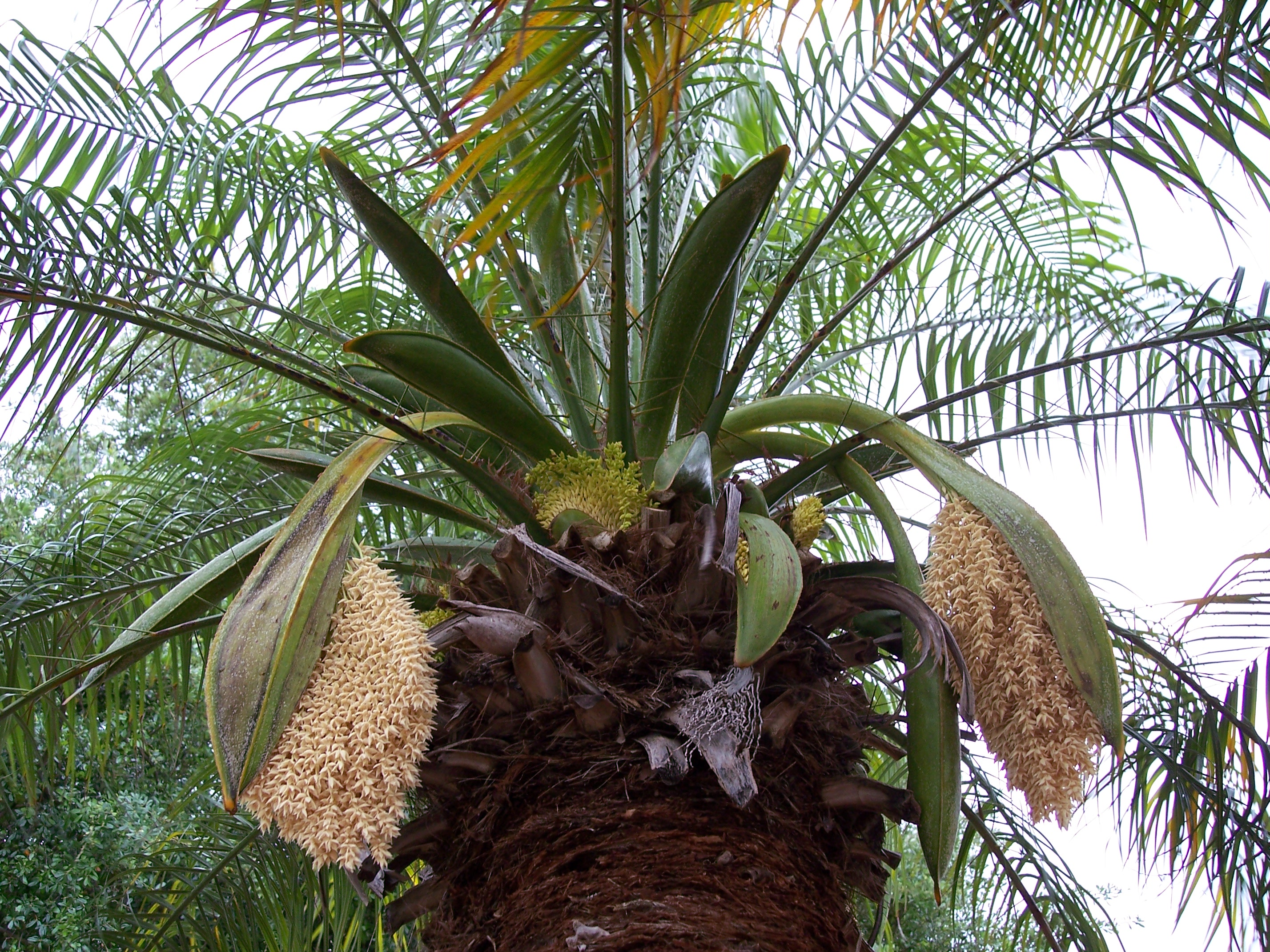
新しい花序
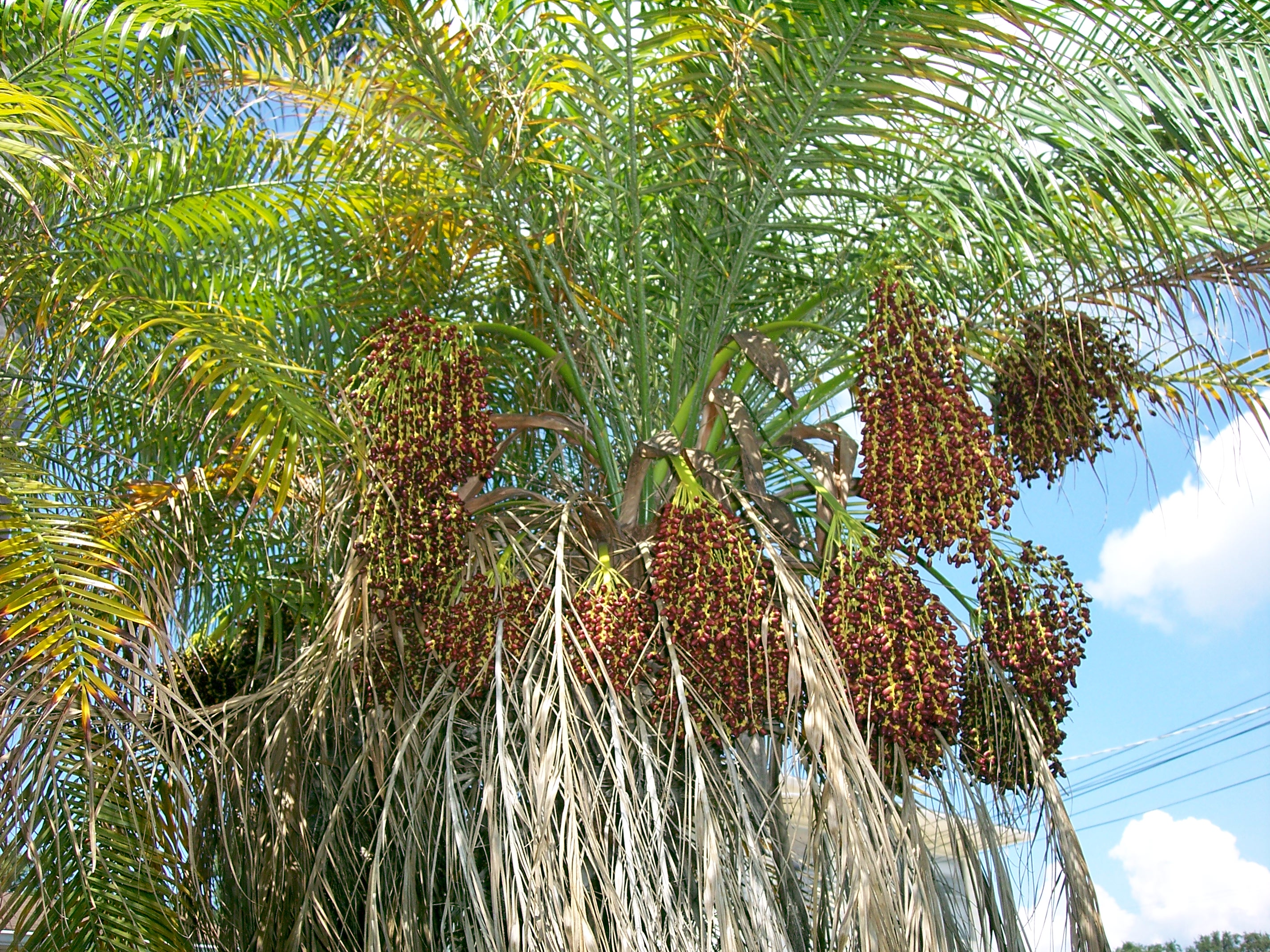
果実
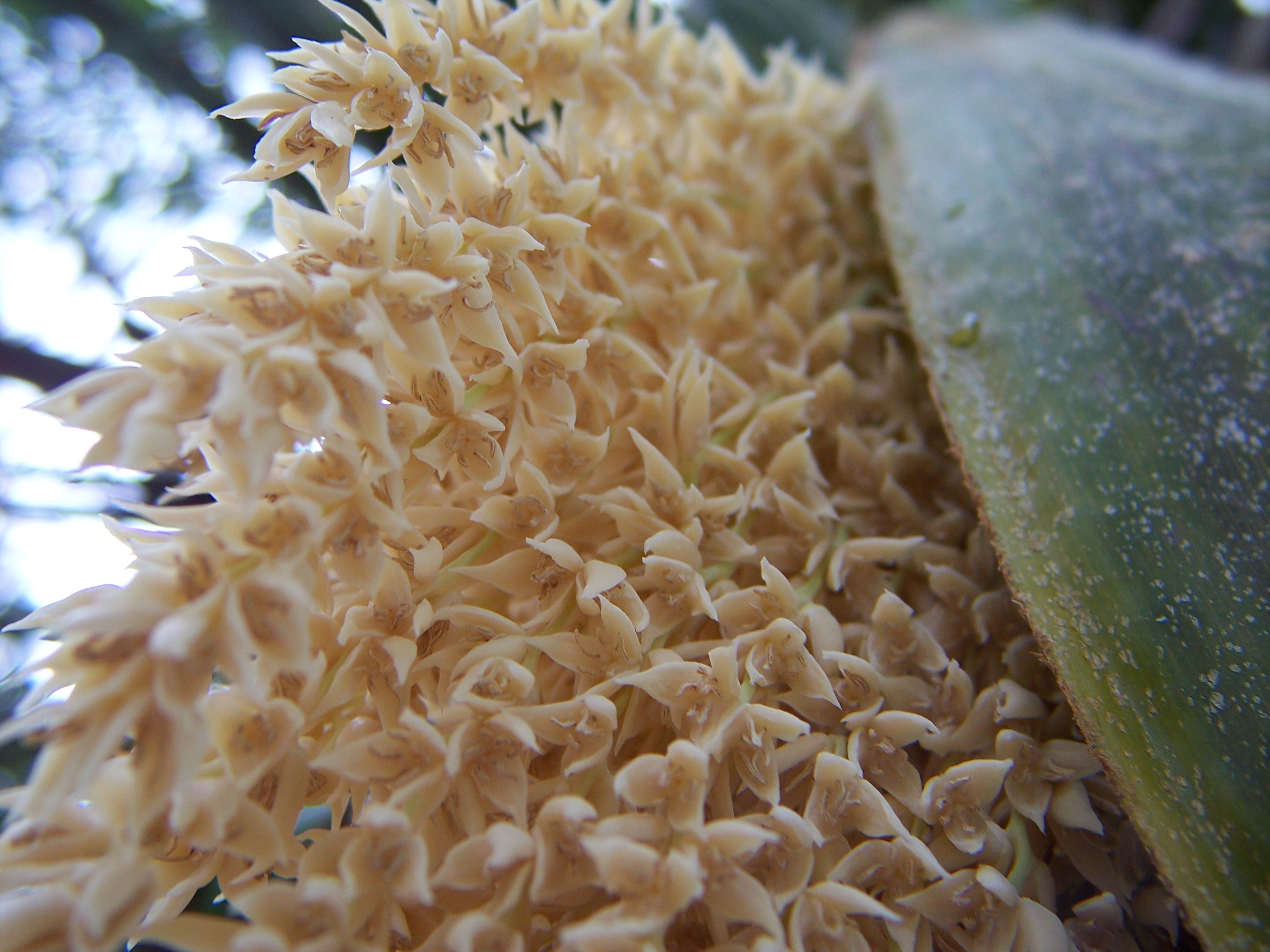
雄花